# Februarirevolutionen 1917
Februarirevolutionen 1917 (ryska: Февральская революция) inledde ryska revolutionen och innebar bland annat att tsar Nikolaj II abdikerade och en provisorisk regering bildades med liberaler och socialister. Omkring 1500  människor blev dödade och 6 000 skadade på bägge sidor.

## Bakgrund
Revolutionen var till stor del ett resultat av det pågående första världskriget och ett missnöje med den politiska situationen i landet. Ryssland var vid tiden en autokrati där tsar Nikolaj II hade i princip absolut politisk makt. Landets politiska, sociala och ekonomiska omständigheter låg långt efter andra samtida länder i Europa. En viss förändring hade skett i samband med 1905 års ryska revolution, bland annat införandet av den lagstiftande församlingen duma. Dumans inrättande hade dock inte lett till någon reell förändring i demokratisk riktning.
Rysslands deltagande i första världskriget ansträngde landets infrastruktur och påverkade den importberoende ekonomin. Tysklands och Osmanska rikets blockad av Rysslands hamnar i öst medförde att de ryska järnvägarna, elförsörjningen och produktförsörjningen föll samman. Samtidigt saknades väsentliga mängder arbetare till skörden, vilket ledde till omfattande brist på mat.
Det fanns även ett missnöje med hur landet styrdes av tsarinnan Alexandra av Hessen och Nikolajs ministrar, som styrde i hans ställe medan han tog sig rollen som överbefälhavare. Rysslands deltagande i kriget ansågs vara den huvudsakliga orsaken till de interna problem som landet genomlevde, och att tsaren själv associerades med kriget förvärrade hans situation ytterligare.
Grigorij Rasputins centrala roll vid det ryska hovet sågs också som kontroversiell, och särskilt spekulerades det runt hans förhållande med tsarinnan, vilket resulterade i att han 1916 mördades. Vidare gjorde tsarinnans tyska bakgrund henne impopulär. I augusti 1914 stödde alla politiska partier, utom Rysslands socialdemokratiska arbetareparti som bestod av mensjeviker och bolsjeviker, ett ryskt deltagande i kriget, tillsammans med Storbritannien och Frankrike som också ingick i ententen. I första världskrigets inledningsskede anföll Ryssland Östpreussen men led ett katastrofalt nederlag mot Tyskland i slaget vid Tannenberg 1914. Gentemot Österrike-Ungern var tsarens arméer mer framgångsrika (både i krigets inledning och till exempel vid Brusilovoffensiven 1916). Mönstret blev dock att Tyskland gång efter gång kom till Österrike-Ungerns undsättning, varvid de territoriella vinsterna snabbt gick förlorade, med katastrofala mänskliga förluster som följd. När tsarens hösten 1916 beslöt att lämna Petrograd för "att ingjuta mod" i sina soldater var dock läget redan kritiskt. Tsarens beslut underlättade också i hög grad för Aleksandr Kerenskij och hans sammansvurna både i fråga om att våga och i själva utförandet. 
Fram till 1917 hade över 1 700 000 ryska soldater stupat, och 5 900 000 sårats. Den främsta anledningen var logistiska brister, outbyggt järnvägsnät som försvårade transporter och inkompetens inom officerskåren. Inte heller fabrikerna var tillräckligt produktiva i vare sig kvantitet eller kvalitet, några enheter stod vid frontlinjen med ammunition som inte passade i deras vapen.
Moralen var låg, myterier blev vanliga. Under ett år deserterade över 140 000 man.
På hemmafronten hotades Ryssland av hungersnöd, och det rådde brist på många varor. Den ryska ekonomin, som nyligen hade haft den högsta tillväxten i Europa, försämrades av kriget som stängde av landet från den europeiska marknaden. Duman, som bestod av liberala ombud, varnade tsaren och rådde honom att forma en ny sorts konstitutionell regering, men han ignorerade rådet.

## Uppror i Petrograd
I februari 1917 (enligt den julianska kalendern) var situationen svår, till följd av en hård vinter, brist på mat och ett allmänt missnöje med kriget. Revolutionen inleddes med att arbetarna i Petrograd inledde strejker. Den 22 februari strejkade stadens största fabrik. Strejkarna avskedades och några affärer stängdes, vilket skapade oro i andra fabriker. Demonstrationer organiserades och krävde bröd, och dessa stöddes av den industriella arbetskraften, som använde dem som en anledning att fortsätta strejka. Trots några sammandrabbningar med tsarens trupper kom ingen till skada den dagen. Under de följande dagarna spred sig strejkerna över hela Petrograd och spänningen ökade. Den 23 februari (8 mars enligt den gregorianska kalendern) på internationella kvinnodagen gick kvinnliga arbetare ut i strejk och krävde "bröd åt våra barn" och "återkomsten av våra makar från skyttegravarna", dessutom hölls en serie möten som gradvis blev av ekonomisk och politisk natur. Denna gång krävde sammandrabbningarna med polisen sina offer för båda parterna. Demonstranter plundrade polishögkvarteren på vapen. Efter tre dagar med demonstrationer skickade tsaren den 25 februari en trupp soldater till staden för att undertrycka upproren. Soldaterna motstod de första försöken att fraternisera, och dödade många demonstranter. Under kvällarna började emellertid soldater desertera och deltog istället i revolten.
Till att börja med vägrade tsaren tro på de rapporter som duman gav honom. Den 27 februari skrev tsaren till sin hustru i ett telegram att "åter igen har den där fetmagade Michail Rodzianko skrivit en massa nonsens till mig, som jag inte ens orkar svara på". Den 1 mars beslöt han sig för att ta ett tåg till huvudstaden, efter att ha hört att hans barn hade drabbats av mässlingen. Det kungliga tåget blev emellertid instruerat, av några illojala trupper, att dirigera om. När tsaren kom fram råddes han enhälligt att abdikera av sina återstående ministrar. Tsaren abdikerade den 2 mars och nominerade sin bror, storfursten Michail Aleksandrovitj att ta över tronen. Denne vägrade emellertid, och en provisorisk regering tog makten istället. Samtidigt som den provisoriska regeringen organiserade sig hölls de första valen i Petrograds sovjet, och en maktkamp uppstod dem emellan.